# Patrick Reiter
Patrick Reiter (Schwarzach, 17 de agosto de 1972) es un deportista austríaco que compitió en judo.
Ganó dos medallas de bronce en el Campeonato Mundial de Judo, en los años 1995 y 1997, y cuatro medallas en el Campeonato Europeo de Judo entre los años 1994 y 1997.

## Palmarés internacional
| Campeonato Mundial | Campeonato Mundial       | Campeonato Mundial | Campeonato Mundial |
| Año                | Lugar                    | Medalla            | Categoría          |
| ------------------ | ------------------------ | ------------------ | ------------------ |
| 1995               | Chiba (Japón)            | Medalla de bronce  | –78 kg             |
| 1997               | París (Francia)          | Medalla de bronce  | –78 kg             |
| Campeonato Europeo |                          |                    |                    |
| Año                | Lugar                    | Medalla            | Categoría          |
| 1994               | Gdańsk (Polonia)         | Medalla de bronce  | –78 kg             |
| 1995               | Birmingham (Reino Unido) | Medalla de oro     | –78 kg             |
| 1996               | La Haya (Países Bajos)   | Medalla de bronce  | –78 kg             |
| 1997               | Ostende (Bélgica)        | Medalla de bronce  | –78 kg             |